# Bitwa pod Bałakławą
Bitwa pod Bałakławą – starcie zbrojne, które miało miejsce 25 października 1854 roku między sprzymierzonymi siłami brytyjsko-francusko-tureckimi a wojskami rosyjskimi w trakcie wojny krymskiej. Podczas bitwy główną rolę odegrała jazda obydwu stron. W sumie w jej trakcie doszło do czterech szarż kawaleryjskich, z których najsłynniejsza przeszła do historii pod nazwą „szarży Lekkiej Brygady”.

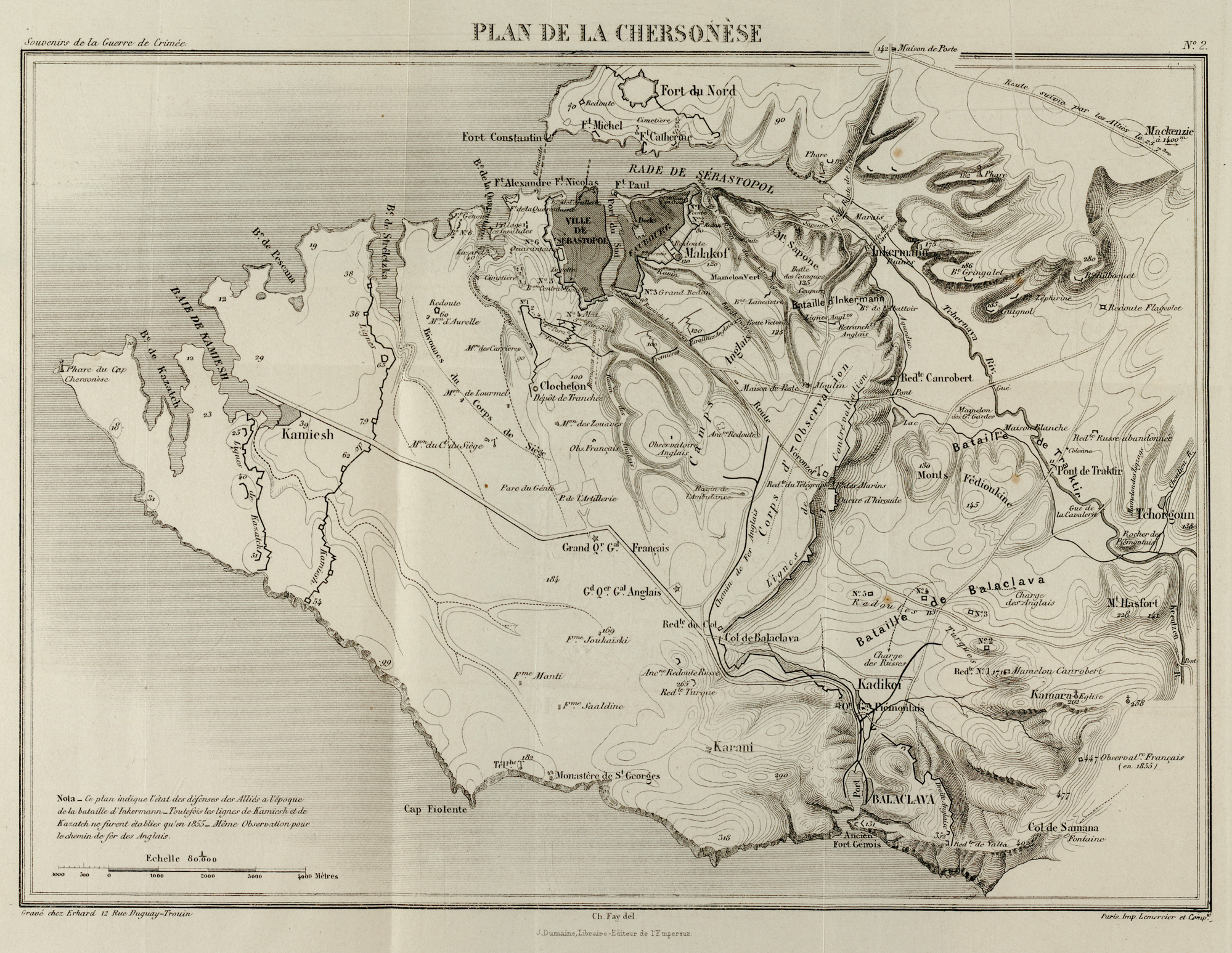
Francuska mapa wojskowa z 1855 r.

## Geneza
Po bitwie nad Almą alianci nie zdecydowali się na szturm ufortyfikowanego Sewastopola. Zamiast tego postanowili obejść twierdzę od wschodu, by zamknąć oblężenie od jej południowej części. Do zrealizowania planu niezbędne było zdobycie portów leżących w okolicach miasta.
Francuzi opanowali porty w Kazaczu i Kamieszu. Natomiast Brytyjczycy zajęli 26 września Bałakławę, którą uczynili swoją główną bazą. Łączyła ją z Sewastopolem tylko jedna droga, a brak organizacji w porcie spowodował, iż 12-kilometrowa trasa była zatłoczona i uniemożliwiała szybki transport zaopatrzenia dla oblegających twierdzę wojsk. Ponadto położenie portu na skraju prawej flanki wojsk koalicji czyniło zeń oczywisty cel kontrataków Rosjan. Dowódca brytyjski Lord Raglan zdawał sobie z tego sprawę, więc nakazał pośpiesznie stworzyć ochraniający miasto system fortyfikacji. Pierwszą linię obrony usytuowano na szczycie Wzgórz Nasypowych, gdzie wzniesiono pięć ziemnych redut. Odległość pomiędzy każdą z nich wynosiła około 450 metrów. Dodatkowe, większe umocnienia oznaczone jako reduta nr 1 wybudowano na skraju brytyjskich pozycji na tzw. Wzgórzu Canroberta. Załogę redut nr 1, 2, 3 i 4 stanowiła turecka piechota. Reduty nr 5 i 6 w chwili bitwy były jeszcze nieukończone. Drugą linię obrony w okolicach wsi Kadykowka (Kadykoj) obsadził 93 Pułk Szkocki (93rd Highlanders Regiment), Królewska Piechota Morska i niewielki oddział tureckiej piechoty. Ruchomy odwód stanowiła dywizja kawalerii Lorda Lucana, w skład której wchodziły Ciężka i Lekka Brygada kawalerii oraz oddział Królewskiej Artylerii Konnej. W sumie siły brytyjsko-tureckie wokół Bałakławy liczyły ok. 5 tys. ludzi i 26 dział. Dowodzenie nad nimi Raglan powierzył sir Collinowi Campbellowi z 93 Pułku Szkockiego.

### Rosyjski plan ataku
W październiku Rosjanie ściągnęli na Krym posiłki w postaci IV Korpusu generała Pawła Liprandiego. Dzięki temu rosyjski głównodowodzący książę Aleksander Siergiejewicz Mienszykow dysponował teraz 65-tysięczną armią i ponaglany przez zniecierpliwionego cara Mikołaja I przystąpił do działań ofensywnych, mających na celu odblokowanie Sewastopola.
Przeprowadzone przez Rosjan 19 października rozpoznanie doniosło, że fortyfikacje na Wzgórzach Nasypowych obsadzone są przez turecką piechotę złożoną głównie z Tunezyjczyków i niedoświadczonych rekrutów, a brytyjskie siły w tym rejonie są stosunkowo słabe i wycieńczone epidemią cholery. Mienszykow nakazał więc Liprandiemu niezwłocznie zająć szturmem reduty, a następnie, uderzając przez Kadykowkę, odciąć Bałakławę od głównych sił alianckich i zdobyć znajdujący się w porcie brytyjski obóz, co zmusiłoby Raglana do odstąpienia od murów Sewastopola. Do swej dyspozycji Liprandi otrzymał 16  tys. ludzi i 64 działa. W sumie, wliczając również oddziały rezerwowe i osłonowe, siły atakujących zgromadzone nad rzeką Czarną wynosiły 25  tys. bagnetów i szabel oraz 78 dział.

## Przebieg bitwy
22 października, opierając się na zeznaniach dwóch polskich żołnierzy, którzy zdezerterowali z armii rosyjskiej, brytyjski wywiad przekazał Raglanowi informacje o nieuchronnym rosyjskim kontrataku. Generał postawił więc w stan najwyższej gotowości siły Campbella, lecz w ciągu następnych kilkudziesięciu godzin, poza licznymi fałszywymi alarmami, nic się nie wydarzyło. Wieczorem 24 października turecki szpieg doniósł, że nad Czarną Rosjanie zgromadzili ogromne siły i następnego dnia przystąpią do generalnej ofensywy. Raglan, mając w pamięci poprzednie fałszywe alarmy, odniósł się jednak do tych rewelacji sceptycznie. Natomiast Lucan potraktował ostrzeżenie bardzo poważnie. Wyprowadził w pole swoją dywizję i nad ranem 25 października wraz ze sztabem udał się na inspekcję pikiet. Wkrótce potem około godziny 5:00 Rosjanie opuścili pozycje wyjściowe.

### Atak na redutę nr 1
Około 5:30 brytyjskie pikiety zasygnalizowały natarcie znad Czarnej znacznej liczby rosyjskiej piechoty i kawalerii. Wkrótce potem goniec poinformował Lucana, że trzy wrogie kolumny zbliżają się w stronę redut. Ten przekazał informację Campbellowi. Obaj oficerowie w krótkiej rozmowie uznali, że tym razem jest to prawdziwy atak i uzgodnili plan działania. Campbell pozostał ze swoim pułkiem i piechotą morską w okolicy Kadykowki, przygotowując tam ostatnią linię obrony, natomiast Lucan na czele Ciężkiej Brygady przesunął się w stronę redut. Manewr ten miał na celu zniechęcić Rosjan do ataku, lecz nie przyniósł żadnego rezultatu i wkrótce Ciężka Brygada została wycofana. Odwrót kawalerii osłabił morale Turków, w stronę których o godzinie 6 Rosjanie otworzyli zmasowany ogień z armat usytuowanych we wsi Kamara. Chwilę potem na wysuniętą redutę numer 1 wyszedł atak co najmniej 2 500 piechoty i kawalerii. 500 broniących jej Turków biło się dzielnie do 7.30, ale w końcu, gdy 170 z nich poległo, reszta rzuciła się do ucieczki w kierunku Bałakławy. Załogi redut numer 2, 3 i 4, nie mogąc doczekać się żadnej pomocy, poszły w ich ślad. Przypatrywał się temu bezczynnie ze swoją dywizją Lucan, tłumacząc później swoją bierność brakiem stosownych rozkazów od Raglana. Nie darzący sympatią Turków Brytyjczycy rozpowszechnili po bitwie mit o jakoby tchórzliwej postawie sojusznika i opuszczeniu przez niego redut po zaledwie kilku strzałach wroga.
Natychmiast po wycofaniu się Turków Rosjanie zajęli reduty i przechwycili w nich 9 niezagwożdżonych brytyjskich 12-funtowych dział. O 7:45 na pole bitwy przybył lord Raglan, który wydał uprzednio rozkaz wymarszu spod Sewastopola dwóch dywizji piechoty mających wesprzeć Lucana i Campbella. Założył swoje stanowisko dowodzenia na górującej nad równiną Bałakławy górze Sapun. Wkrótce dotarł też śpiący do tej pory na swoim jachcie lord Cardigan – dowódca Lekkiej Brygady.

### Natarcie Ryżowa
Pomiędzy godziną 8 i 8:30 Raglan wydał Lucanowi dwa nieprecyzyjne i sprzeczne rozkazy. Pierwszy nakazywał „zająć teren na lewo od drugiej linii redut zajmowanych przez Turków”. Jako że reduty zostały już przez Turków opuszczone, a druga linia takowych nie istniała, skonfundowany Lucan zinterpretował to jako polecenie wycofania dywizji na zachód w pobliże wejścia do Doliny Północnej. Oznaczało to opuszczenie 550 Szkotów Campbella, którzy stanowili ostatnią przeszkodę na drodze Rosjan do Bałakławy. Lucan zdawał sobie z tego sprawę, lecz rozkaz wykonał. Gdy 20 minut później Raglan uzmysłowił sobie swoją pomyłkę wydał drugi rozkaz, w którym nakazał powrót czterem z pięciu pułków Ciężkiej Brygady lorda Scarletta na poprzednio zajmowane pozycje.

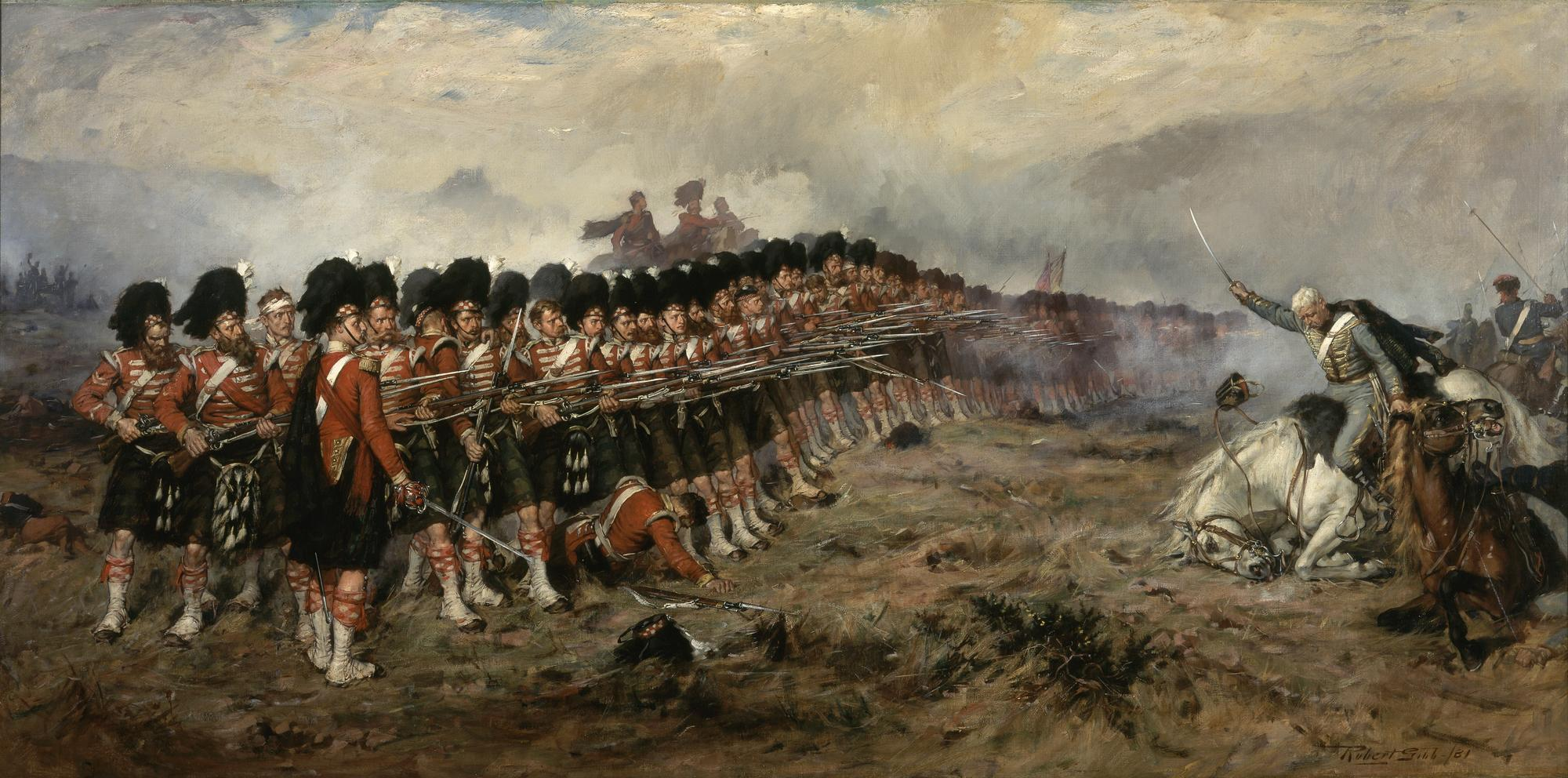
Cienka czerwona linia, obraz Roberta Gibba

Zanim „ciężcy” zdołali się przegrupować, o 9 nastąpił atak rosyjskiej kawalerii pod dowództwem generała Ryżowa. 14 szwadronów Kijowskich i Ingermanlandzkich Huzarów oraz trzy szwadrony Kozaków dońskich (w sumie ok. 2 tys.-2,5 tys. jeźdźców) zjechało przez Wzgórza Nasypowe w dół Doliny Południowej, w kierunku pozycji zajmowanych przez osamotnionego Campbella. Około godziny 9.15 rosyjski generał zatrzymał jednak natarcie zaskoczony natknięciem się na powracające pułki Ciężkiej Brygady. Wydzielił on następnie 400-osobowy oddział Ingermanlandzkich Huzarów, nakazując im kontynuować natarcie na stojących pod Kadykowką Szkotów, natomiast główne siły skierował frontem ku kawalerii Scarletta.
Oprócz swojego pułku Campbell dysponował jeszcze 140 piechurami pośpiesznie wezwanymi z innych jednostek oraz oddziałem Turków i kilkoma armatami ustawionych na obu skrzydłach. Uszykował on ubranych w kilty i charakterystyczne czerwone kurtki Szkotów w dwuszereg i nakazał im walkę do ostatniego żołnierza. „Stąd nie ma odwrotu, musicie zginąć tam, gdzie stoicie” – rozkazał. Huzarzy, zbliżywszy się w pełnym galopie do wątłej szkockiej linii, przeprowadzili szarżę, która załamała się jednak pod ogniem karabinów i kartaczy. Rosjanie powtórzyli jeszcze manewr, ale ponownie zostali zmuszeni do odwrotu. Dzięki relacji obserwującego całe starcie korespondenta wojennego „The Times”, głęboka na dwa szeregi linia 93 Pułku Szkockiego przeszła później do historii pod nazwą „cienkiej czerwonej linii”.
Tymczasem kilkaset metrów dalej na północ liczące w sumie 800 szabel cztery pułki Scarletta, wykorzystując element zaskoczenia, przeprowadziły szarżę na główne siły kawalerii Ryżowa. Rozgorzał bój spotkaniowy. Dysponujący cięższymi i lepszymi końmi Brytyjczycy zdołali zepchnąć liczniejszych Rosjan w górę Wzgórz Nasypowych. Ostatecznie o wyniku starcia przesądziło włączenie się do walki Królewskiej Artylerii Konnej. Dostawszy się pod celny ogień armat, Ryżow nakazał odwrót. W ciągu 5 minut zażartej walki poległo 40-50 Rosjan. Ciężka Brygada straciła 7 zabitych i wielu rannych.

### Szarża Lekkiej Brygady

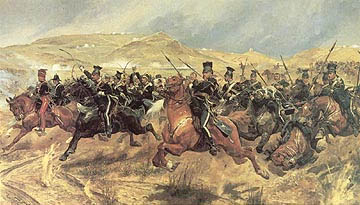
Szarża Lekkiej Brygady, obraz Richarda Catona Woodville’a

Na skutek postawy oddziałów Campbella i Scarletta rosyjska kawaleria wycofała się na pozycje w Dolinie Północnej. Tam była względnie bezpieczna, bowiem osłaniały ją działa ze Wzgórz Fiediukina oraz baterie ze zdobytych redut na Wzgórzach Nasypowych. Dodatkowo, pomiędzy obydwoma wzniesieniami na końcu doliny, Liprandi ustawił 8 dział z 3 Baterii Artylerii Konnej Kozaków Dońskich.
Tymczasem zażegnawszy niebezpieczeństwo utraty Bałakławy i nie czekając na przybycie idącej spod Sewastopola piechoty, o godzinie 10.00 Raglan nakazał dywizji Lucana „ruszyć naprzód i wykorzystać każdą możliwość odzyskania wzgórz”. „Wsparcie zapewni piechota” – dodał. Rozkaz był niejasno sformułowany. Raglan chciał bowiem, aby kawaleria uderzyła natychmiast, natomiast Lucan zinterpretował polecenie jako nakaz powstrzymania się od działań ofensywnych przed nadejściem piechoty. Rozmieścił w tym celu, pozostającą do tej pory w odwodzie, Lekką Brygadę u wejścia do Doliny Północnej, a Ciężką Brygadę u wejścia do Doliny Południowej i oczekiwał na spóźniających się piechurów 4 Dywizji.
Około 10:45 nieustalony z nazwiska oficer doniósł Raglanowi, że Rosjanie odciągają zdobyczne brytyjskie działa z redut na Wzgórzach Nasypowych (według rosyjskich historyków Liprandi nie wydał takiego rozkazu i żadna taka operacja nie miała w istocie miejsca). Chcąc uniknąć hańby utraty armat, brytyjski generał nakazał Lucanowi na piśmie natychmiastowy atak:

Lord Raglan życzy sobie, aby kawaleria pospiesznie ruszyła naprzód – w ślad za nieprzyjacielem i nie dopuściła, by nieprzyjaciel zabrał działa – artyleria konna może towarzyszyć – francuska kawaleria po waszej lewej. Natychmiast.

Wydał przy tym rzekomo dodatkową ustną instrukcję, że atak ma nastąpić „jeśli jest to możliwe”. Goniec, kapitan Nolan, instrukcji tej (jeśli w ogóle takowa istniała) nie przekazał.
Lucan, nie wiedząc, jakie działa konkretnie Raglan miał na myśli (Nolan nie wytłumaczył mu, że te na Wzgórzach Nasypowych), zinterpretował słowa „ruszyć naprzód” dosłownie i nakazał Cardiganowi frontalny atak w głąb Północnej Doliny, wprost na 200 kozackich artylerzystów i ich 8 dział osłanianych przez piechotę, kawalerię Ryżowa oraz baterie ze Wzgórz Nasypowych i Fiediukina. Wskutek fatalnego nieporozumienia Cardigan, mimo pełnej świadomości bezsensowności rozkazu, polecenie wykonał. Obserwujący natarcie francuski generał Bosquet stwierdził: „To wspaniałe, ale to nie wojna! To szaleństwo!”.

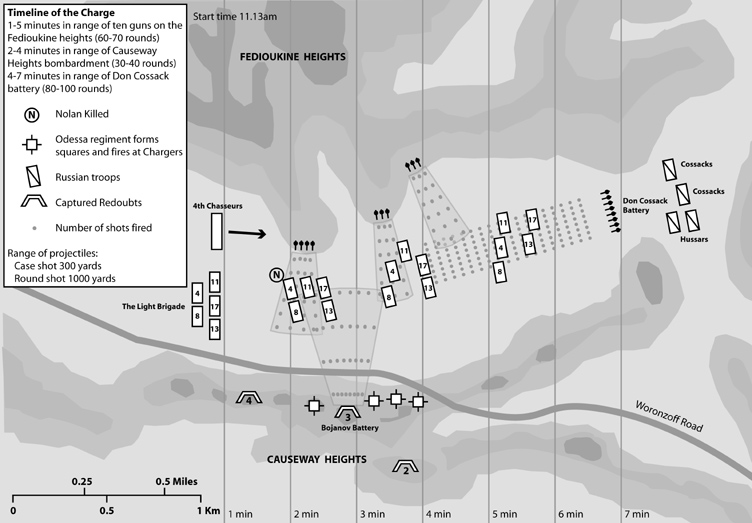
Schemat ukazujący przebieg szarży

Za Lekką Brygadą miała nacierać Ciężka, jednak ostatecznie Lucan wstrzymał jej natarcie – uznał, że nie ma sensu poświęcać całej dywizji. W ciągu 8-minutowego natarcia brytyjskiej kawalerii rosyjskie armaty oddały około 200 strzałów. Mimo strat pięciu pułkom Lekkiej Brygady udało się dotrzeć do rosyjskich pozycji, a następnie zmusić do odwrotu znajdującą się za linią dział kilkukrotnie liczniejszą kawalerię Ryżowa. Niemająca jednak wsparcia Ciężkiej Brygady oraz zagrożona odcięciem od własnych linii Lekka Brygada po 20 minutach walki wycofała się.
Wbrew popularnej legendzie brygada nie uległa zagładzie i pozostawała na Krymie aż do zakończenia działań wojennych. Spośród co najmniej 666 kawalerzystów, którzy wzięli udział w szarży, śmierć poniosło 110 (17%). 161 zostało rannych, z czego 129 zdołało powrócić na pozycje wyjściowe. 58 dostało się do niewoli (21 z nich zmarło później od ran). Zginęło 375 koni. Większym stratom zapobiegła nieporadność rosyjskiej kawalerii oraz szarża 150 francuskich Szaserów Afrykańskich, która zmusiła do wycofania się 10 rosyjskich dział ze Wzgórz Fiediukina.

## Koniec bitwy
Lord Raglan wstrząśnięty wynikiem szarży, mimo przybycia własnych i francuskich posiłków, zaniechał dalszych ataków. Generał Pawieł Liprandi, utraciwszy inicjatywę i nie widząc szans na pokonanie wzmocnionych sił alianckich, odwołał natarcie. Przebieg bitwy oraz okoliczności wydania kontrowersyjnego rozkazu szarży Lekkiej Brygady wzbudzają do dziś ożywioną dyskusję.
Szarża Lekkiej Brygady dzięki relacji korespondenta wojennego „The Times” Williama Russella oraz popularnemu wierszowi Alfreda Tennysona obrosła legendą i stała się jednym z najsłynniejszych epizodów wojny krymskiej. Była inspiracją dla powstania m.in. dwóch filmów o tej samej nazwie oraz piosenki „The Trooper” zespołu metalowego Iron Maiden.